# Sphinctomyrmex furcatus
Sphinctomyrmex furcatus é uma espécie de formiga do gênero Sphinctomyrmex.